# 聯邦快遞
聯邦快遞（英語：FedEx Corporation）是一家國際性快遞集團，提供隔夜快遞、地面快遞、重型貨物運送、文件複印及物流服務，總部設於美國田納西州，是目前世界最大的快遞運輸公司之一。其品牌商標FedEx由公司原來的英文名稱Federal Express簡化而成，其标志中的“E”与旁边的“x”之间的空白刚好组成一个白色（底色）的箭头图案。

## 歷史

聯邦快遞舊標誌

聯邦快遞地面標誌

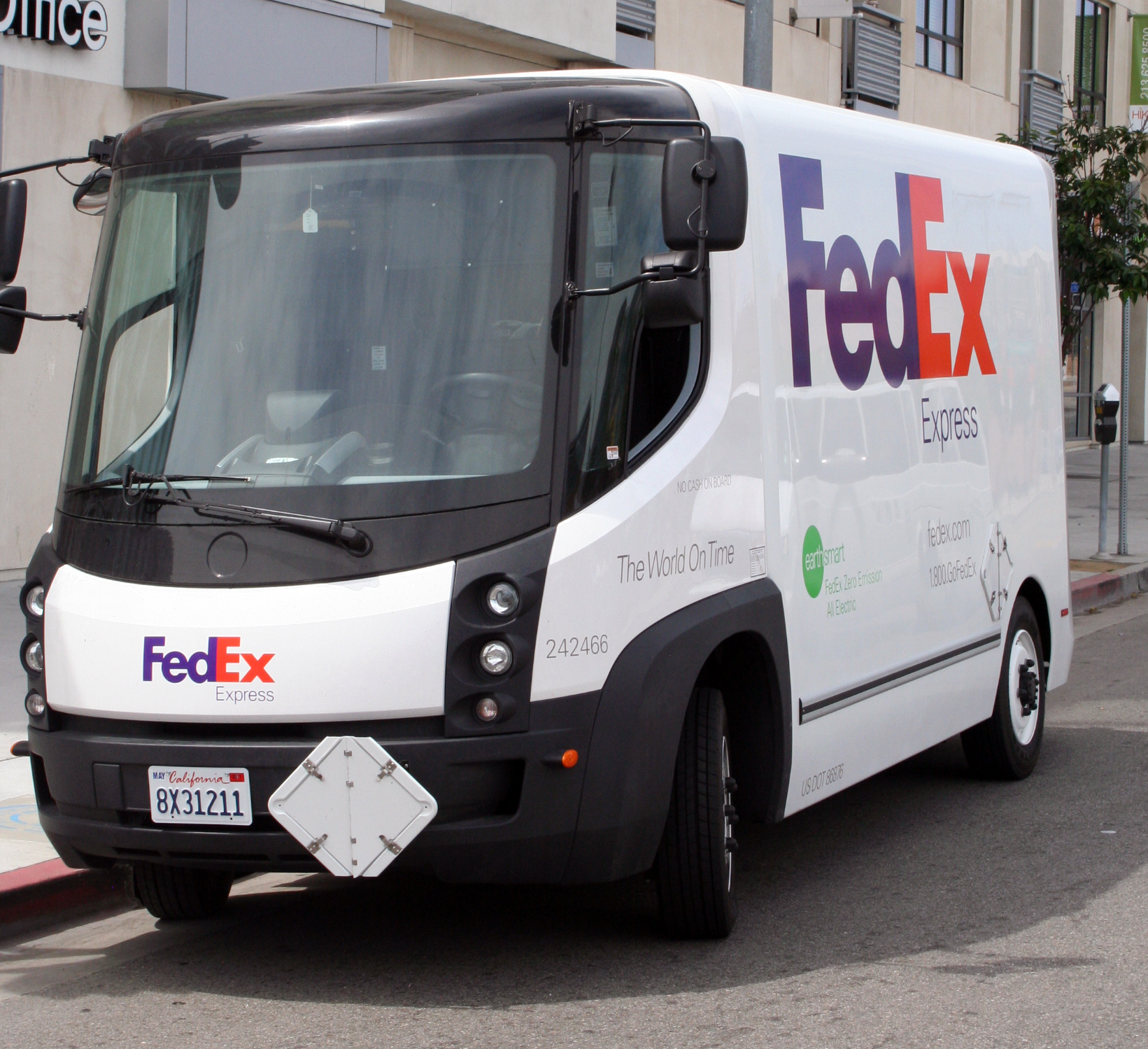
聯邦快遞純電動貨車

聯邦快遞在1971年由前美國海軍陸戰隊員弗雷德里克·W·史密斯在阿肯色州小石城創立，但在1973年遷往田納西州孟菲斯，因為小石城機場官員拒絕為公司提供設施。
聯邦快遞遷往田納西州後為25個城市提供服務，但困難重重，初期出現嚴重虧損，公司最慘澹時，總資產僅餘5000美元。此時史密斯帶著這5000美元到拉斯維加斯賭場玩21點，結果成功賺回27000美元，令公司可以繼續支撐一星期。數年後，業務開始有所改善，到了1975年7月，公司首度出現盈利。1978年，聯邦快遞正式上市。
2003年，聯邦快遞宣布收購金考（Kinko's），此項併購於2004年2月結束。後來金考更名為“聯邦快遞金考”（FedEx Kinko's）。2008年，聯邦快遞放棄“聯邦快遞金考”這個品牌，更名為聯邦快遞辦公（FedEx Office）。
現時聯邦快遞每天为210个城市的300万名顾客服务，主要競爭對手包括DHL、UPS及美國郵政（USPS）还有荷兰的TNT。FedEx与DHL、UPS和TNT并称世界四大快递公司。
2015年4月7日聯邦快遞（FedEx）以每股8歐元現金斥資44億歐元（約48億美元），收購荷蘭天遞（TNT Express N.V.），以拓展歐洲業務。

## 总部
| 总部分类       | 地点                 |
| -------------- | -------------------- |
| 全球总部       | 美国田纳西州孟菲斯   |
| 亚洲总部       | 新加坡               |
| 中国业务区总部 | 中国上海             |
| 加拿大总部     | 加拿大安大略省多伦多 |
| 欧洲           | 荷蘭霍夫多普         |
| 拉丁美洲       | 美国佛罗里达州迈阿密 |

## 争议事件

### 涉华相关事件

#### 华为相关事件
2019年5月24日，中国通讯科技企业华为对路透社称，联邦快递将其从日本寄往华为中国地址的两个包裹转运至美国，并试图转运另外两个由越南寄往华为其他亚洲办公室的包裹，均未经授权。华为提供了联邦快递包裹追踪记录的图片。华为公司就此问题正式向中国邮政监管部门投诉，并称将重新审视与联邦快递的关系。联邦快递起初宣称“媒体报道不实”，后于5月28日通过中国官方微博发表声明，为“少量华为货件被失误转运”致歉，并表示“我们确认，没有任何外部方面要求联邦快递转运这些货件。”然而正值美国全面封杀华为之时，加上联邦快递前后态度截然不同，使得中方媒体和许多网友认为此事颇为蹊跷、理由难以服众。
报道中还提到，华为提供电子邮件给路透社记者查看，表示他们在发现到邮件没有如期抵达目的地时，曾向联邦快递的客服反映，对方的回复是: “请您了解，联邦快递香港办公室收到来自联邦快递美国办公室的通知，要求留置此包裹，并把它送回美国。因此这件包裹并未送往收件人，而是留置在联邦快递的办公室，正在进行退回给寄件人的作业。”
2019年6月1日，中国有关部门宣布，由于联邦快递在中国发生未按名址投递快件行为，严重损害用户合法权益，违反中国快递业有关法规，决定对此立案调查。当日央视《新闻联播》发表《国际锐评》，指出“中国已建立‘不可靠实体清单’制度，联邦快递遭调查，对其他违反中国有关法律法规的外国企业、组织和个人将是一个警告”。
2019年6月22日，電腦杂志PC Magazine首席分析师Sascha Segan在推特上指责联邦快递将原本从PC Magazine英国伦敦办公室寄往美国纽约办公室的华为P30手机退回伦敦。对此联邦快递回应称由于华为及其相关子公司被列入实体名单，所以限制了联邦快递和华为的业务往来，联邦快递不接受任何华为的上市商品货物。随后PC Magazine通过联合包裹服务将手机转运至纽约。联合包裹服务则表示，联合包裹服务仅禁止将产品送往美国以外69个与华为有关的场所，但联合包裹服务的政策并没有禁止将华为手机从英国运往美国。6月23日，联邦快递发表致歉声明。而华为方面也作出回应，称联邦快递拒投递华为手机是“对（美国）行政命令和实体名单的误读”。24日，中华人民共和国外交部发言人耿爽在记者会上回应称“联邦快递作为这么大一家公司，理应有个合理的解释，理应为自身的行为负责”。同日，联邦快递宣布已向哥伦比亚特区联邦地区法院对美国商务部提起诉讼，要求避免遵循美国政府的相关限制。
2019年7月26日，中国有关部门透过新华社发布消息称，经过调查，发现联邦快递将华为包裹运往美国纯属故意，并不存在“误操作”；不仅如此，联邦快递还私自扣押了上百件涉及华为的包裹。当日，联邦快递发表声明，表示正与相关部门就调查中发现的情况保持密切沟通。

#### 运送枪支
2019年8月，福建某运动用品公司报案，其收到由联邦快递公司承运的一由美国客户寄出的快递包裹，内有枪支。福州警方已暂扣枪支，并开展立案调查。

#### 向香港运送管制刀具
2019年9月3日，新华社微博“新华视点”报道，联邦快递（中国）有限公司涉嫌非法收寄寄往香港的管制刀具，涉案物品已暂扣，相关调查正在进行中。

#### 飞行员涉嫌非法运输弹药
2019年9月19日，据CNN商业频道报道，原美国空军飞行员，现任职于联邦快递的托德·霍恩从香港运输货物至中国内地后，在试图搭乘民航回家时因非法运输弹药被捕。联邦快递发言人表示确有此事，但已被取保候审。中华人民共和国外交部发言人耿爽于20日表示，9月12日上午，广州白云机场海关在一美籍出境旅客的行李中查获疑似气枪弹一盒，共681发。经查，该旅客系联邦快递的飞行员托德·霍恩。广州白云机场海关以涉嫌走私武器弹药罪，已决定对托德·霍恩采取拘传、取保候审的强制措施。其后中方在9月13日向美国驻广州总领事馆进行了领事通报。

## 外部連結
- FedEx官方网站 （页面存档备份，存于）（多国语言首页）
  - FedEx中国大陆 （页面存档备份，存于）
  - FedEx臺灣 （页面存档备份，存于）
  - FedEx香港 （页面存档备份，存于）